# Honoya Shōji
Honoya Shōji (jap. 庄司 朋乃也, Shōji Honoya; * 8. Oktober 1997 in der Präfektur Gunma) ist ein japanischer Fußballspieler.

## Karriere
Honoya Shōji erlernte das Fußballspielen in der Jugendmannschaft von Cerezo Osaka. Hier unterschrieb er 2016 auch seinen ersten Profivertrag. Der Verein aus Osaka, einer Stadt in der Präfektur Osaka, spielte in der zweithöchsten japanischen Liga, der J2 League. Die U23-Mannschaft des Vereins spielte in der dritten Liga, der J3 League. Ende 2016 belegte die erste Mannschaft den vierten Tabellenplatz der J2 und stieg in die erste Liga auf. Von Juni 2017 bis Januar 2019 wurde er an den Zweitligisten Zweigen Kanazawa ausgeliehen. Mit dem Klub aus Kanazawa spielte er 63-mal in der zweiten Liga, der J2 League. Die Saison 2019 spielte er auf Leihbasis beim Erstligisten Ōita Trinita in Ōita. Hier absolvierte er sechs Erstligaspiele. 2020 kehrte er nach der Ausleihe nach Osaka zurück. Von Ende Oktober 2020 bis Saisonende spielte er auf Leihbasis beim ZweitligistenV-Varen Nagasaki in Nagasaki. Zweigen Kanazawa, ein Zweitligist aus Kanazawa, lieh ihn die Saison 2021 aus. Hier absolvierte er 35 Zweitligaspiele. Nach der Ausleihe wurde er von Zweigen am 1. Februar 2022 fest unter Vertrag genommen. Am Ende der Saison 2023 belegte er mit Zweigen den letzten Tabellenplatz und musste somit den Weg in die dritte Liga antreten.

## Erfolge
Cerezo Osaka
- Japanischer Ligapokalsieger: 2017